# Dennis Foggia

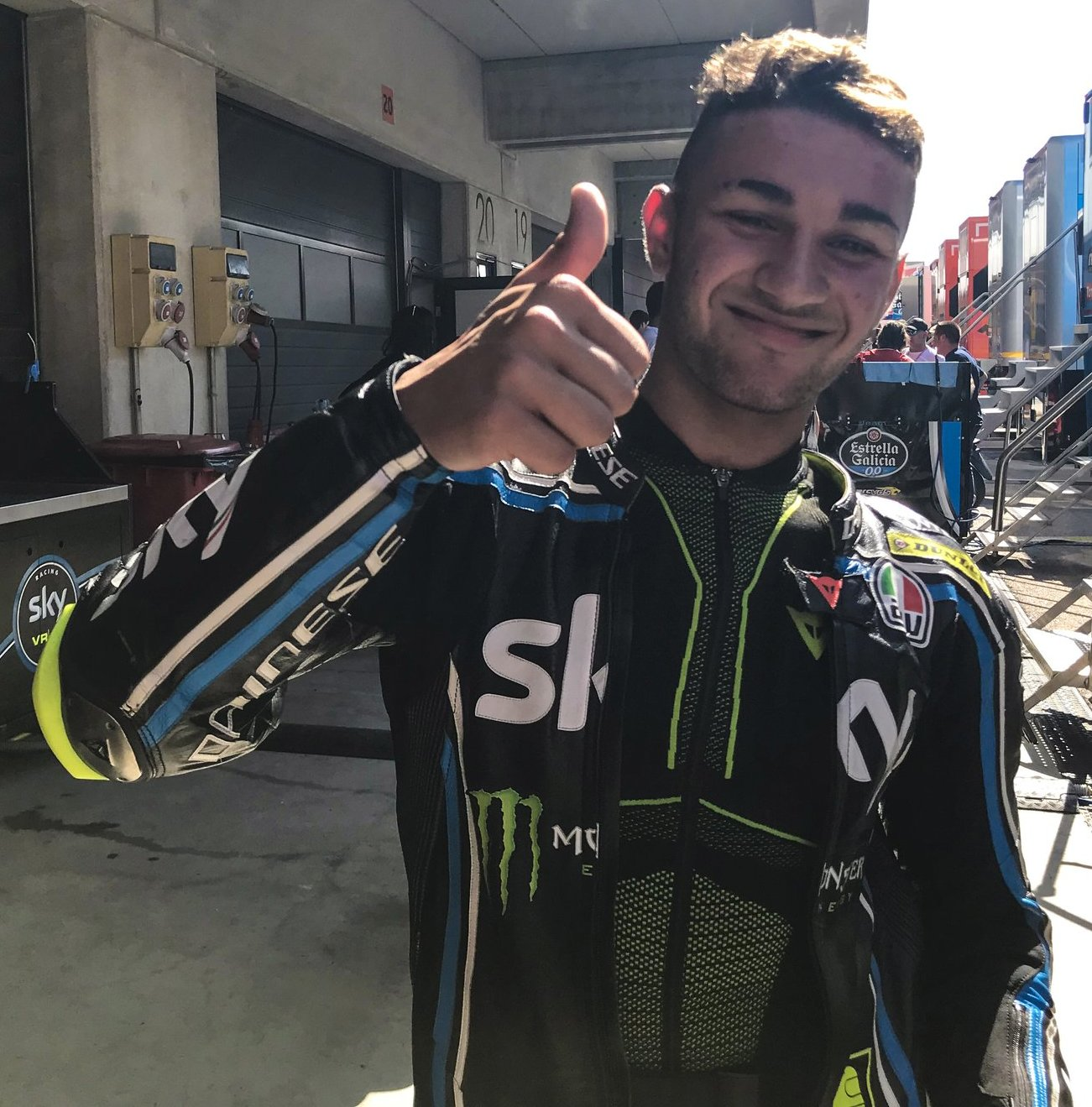
Dennis Foggia in 2017

Dennis Foggia (Rome, 7 januari 2001) is een Italiaans motorcoureur.

## Carrière
Foggia begon zijn motorsportcarrière op zesjarige leeftijd in de minibikes. In 2013 werd hij kampioen in het Italiaanse 80cc-kampioenschap. In 2014 werd hij derde in de Italiaanse Pre-Moto3 en in 2015 werd hij zesde in de Italiaanse Moto3. In 2015 nam MotoGP-coureur Valentino Rossi hem tevens op in zijn opleidingsprogramma. In 2016 stapte hij over naar de Spaanse Moto3, waarin hij op een KTM deelnam. Hij scoorde twee podiumplaatsen in de seizoensopener en de seizoensfinale, allebei gehouden op het Circuit Ricardo Tormo Valencia. Met 79 punten werd hij zevende in het eindklassement.
In 2017 bleef Foggia actief in de Spaanse Moto3. Hij won vier races: drie in Valencia en een op het Autódromo do Estoril. Met vijf andere podiumplaatsen en 221 punten werd hij kampioen in de klasse. Dat jaar debuteerde hij tevens in het wereldkampioenschap wegrace op een KTM als vervanger van de geblesseerde Darryn Binder tijdens de Grand Prix van Tsjechië en scoorde direct punten met een veertiende plaats. Later dat seizoen nam hij tijdens de races in Aragón en Valencia deel als wildcardcoureur en eindigde deze races respectievelijk als achtste en zevende. In totaal scoorde hij 19 punten, waarmee hij op plaats 24 in het kampioenschap eindigde.
In 2018 stapte Foggia fulltime over naar het wereldkampioenschap Moto3, waarin hij voor het team van Valentino Rossi op een KTM deelnam. Hij kende een enigszins moeilijke eerste seizoenshelft waarin hij slechts sporadisch punten scoorde, maar in de tweede helft eindigde hij regelmatig in de top 10. In de Grand Prix van Thailand behaalde hij zijn eerste podiumfinish. Met 55 punten eindigde hij als negentiende in het klassement. In 2019 scoorde hij negen top 10-finishes, met zijn tweede podiumfinish in Aragón als hoogtepunt. Met 97 punten werd hij twaalfde in de eindstand.
In 2020 verliet Foggia het opleidingsteam van Rossi en stapte hij binnen de Moto3 over naar Leopard Racing, waarvoor hij op een Honda uitkomt. In de Grand Prix van Tsjechië behaalde hij zijn eerste overwinning in de klasse. In Catalonië behaalde hij zijn tweede podiumfinish van het seizoen met een derde plaats.

## Statistieken

### Grand Prix

#### Per seizoen
| Seizoen | Klasse | Motor  | Team                         | Races | Winst | Podiums | Poles | SR | Ptn | Pos |
| ------- | ------ | ------ | ---------------------------- | ----- | ----- | ------- | ----- | -- | --- | --- |
| 2017    | Moto3  | KTM    | Platinum Bay Real Estate     | 1     | 0     | 0       | 0     | 0  | 2   | 24e |
| 2017    | Moto3  | KTM    | Sky Junior Team VR46 Academy | 2     | 0     | 0       | 0     | 0  | 17  | 24e |
| 2018    | Moto3  | KTM    | Sky Racing Team VR46         | 18    | 0     | 1       | 0     | 1  | 55  | 19e |
| 2019    | Moto3  | KTM    | Sky Racing Team VR46         | 18    | 0     | 1       | 0     | 1  | 97  | 12e |
| 2020    | Moto3  | Honda  | Leopard Racing               | 15    | 1     | 3       | 0     | 0  | 89  | 10e |
| 2021    | Moto3  | Honda  | Leopard Racing               | 18    | 5     | 10      | 0     | 0  | 216 | 2e  |
| 2022    | Moto3  | Honda  | Leopard Racing               | 20    | 4     | 8       | 4     | 2  | 246 | 3e  |
| 2023    | Moto2  | Kalex  | Italtrans Racing Team        | 20    | 0     | 0       | 0     | 0  | 35  | 19e |
| 2024    | Moto2  | Kalex  | Italtrans Racing Team        | 19    | 0     | 0       | 0     | 0  | 18  | 24e |
| 2025*   | Moto3  | KTM    | CFMoto Aspar Team            | 13    | 0     | 1       | 0     | 0  | 76  | 11e |
| Totaal  | Totaal | Totaal | Totaal                       | 144   | 10    | 24      | 4     | 4  | 851 |     |

#### Per klasse
| Klasse | Seizoenen             | 1e GP         | 1e podium     | 1e winst      | Races | Winst | Podiums | Poles | SR | Ptn | Kampioen |
| ------ | --------------------- | ------------- | ------------- | ------------- | ----- | ----- | ------- | ----- | -- | --- | -------- |
| Moto3  | 2017-2022, 2025-heden | Tsjechië 2017 | Thailand 2018 | Tsjechië 2020 | 105   | 10    | 24      | 4     | 4  | 798 | 0        |
| Moto2  | 2023-2024             | Portugal 2023 |               |               | 39    | 0     | 0       | 0     | 0  | 53  | 0        |
| Totaal | 2017-heden            | 2017-heden    | 2017-heden    | 2017-heden    | 144   | 10    | 24      | 4     | 4  | 851 | 0        |

#### Races per jaar
(vetgedrukt betekent pole positie; cursief betekent snelste ronde)
| Jaar | Klasse | Motor | 1       | 2       | 3       | 4       | 5       | 6       | 7       | 8       | 9       | 10     | 11      | 12      | 13      | 14      | 15     | 16     | 17      | 18      | 19      | 20     | 21  | 22  | Pos | Ptn |
| ---- | ------ | ----- | ------- | ------- | ------- | ------- | ------- | ------- | ------- | ------- | ------- | ------ | ------- | ------- | ------- | ------- | ------ | ------ | ------- | ------- | ------- | ------ | --- | --- | --- | --- |
| 2017 | Moto3  | KTM   | QAT     | ARG     | AME     | SPA     | FRA     | ITA     | CAT     | NED     | DUI     | TSJ 14 | OOS     | GBR     | SMR     | ARA 8   | JPN    | AUS    | MAL     | VAL 7   |         |        |     |     | 24  | 19  |
| 2018 | Moto3  | KTM   | QAT 16  | ARG DNF | AME 16  | SPA DNF | FRA 14  | ITA DNF | CAT 9   | NED 12  | DUI 19  | TSJ 12 | OOS 26  | GBR C   | SMR 7   | ARA 25  | THA 3  | JPN 4  | AUS DNF | MAL DNF | VAL DNF |        |     |     | 19  | 55  |
| 2019 | Moto3  | KTM   | QAT DNF | ARG 8   | AME 10  | SPA 16  | FRA DNF | ITA 5   | CAT 5   | NED 9   | DUI DNF | TSJ 15 | OOS 14  | GBR 8   | SMR 5   | ARA 3   | THA 5  | JPN 23 | AUS 11  | MAL 19  | VAL DNS |        |     |     | 12  | 97  |
| 2020 | Moto3  | Honda | QAT 9   | SPA DNF | AND DNF | TSJ 1   | OOS 21  | STI 11  | SMR 9   | EMI DNF | CAT 3   | FRA 13 | ARA 10  | TER 16  | EUR DNF | VAL 16  | POR 2  |        |         |         |         |        |     |     | 10  | 89  |
| 2021 | Moto3  | Honda | QAT DNF | DOH 17  | POR 2   | SPA DNF | FRA 18  | ITA 1   | CAT DNF | DUI 3   | NED 1   | STI 22 | OOS 3   | GBR 3   | ARA 1   | SMR 1   | AME 2  | EMI 1  | ALG DNF | VAL 13  |         |        |     |     | 2   | 216 |
| 2022 | Moto3  | Honda | QAT 7   | INA 1   | ARG 2   | AME 2   | POR 8   | SPA 18  | FRA 4   | ITA DNF | CAT DNF | DUI 2  | NED DNF | GBR 1   | OOS 12  | SMR 1   | ARA 14 | JPN 2  | THA 1   | AUS 9   | MAL 6   | VAL 4  |     |     | 3   | 246 |
| 2023 | Moto2  | Kalex | POR 18  | ARG 25  | AME 14  | SPA 18  | FRA 14  | ITA 13  | DUI 15  | NED 19  | GBR DNF | OOS 11 | CAT 21  | SMR DNF | IND 11  | JPN DNF | INA 11 | AUS 17 | THA 12  | MAL 15  | QAT 16  | VAL 9  |     |     | 19  | 35  |
| 2024 | Moto2  | Kalex | QAT 19  | POR 17  | AME 6   | SPA DNF | FRA 19  | CAT DNF | ITA 20  | NED 12  | DUI 16  | GBR 19 | OOS DNF | ARA DNF | SMR 22  | EMI 12  | INA    | JPN 26 | AUS DNF | THA 18  | MAL 19  | SOL 24 |     |     | 24  | 18  |
| 2025 | Moto3  | KTM   | THA 6   | ARG 11  | AME 7   | QAT DNF | SPA 13  | FRA 11  | GBR DNF | ARA 15  | ITA 3   | NED 8  | DUI 11  | TSJ 5   | OOS 13  | HON     | CAT    | SMR    | JPN     | INA     | AUS     | MAL    | POR | VAL | 11* | 76* |

* Seizoen nog bezig.